# Gustave Michel
Pour les articles homonymes, voir Michel.
Gustave Frédéric Olympe Michel, né à Paris le 28 septembre 1851, et mort dans la même ville le 23 mars 1924, est un sculpteur et médailleur français,.

## Biographie
Gustave, Frédéric, Olympe MICHEL né à Paris dans le 6ème arrondissement est un statuaire, sculpteur français, fis de Jean Michel et de Louise Augustine Esnaut et marié à Marie Louise Langelier au jour de son décès. 

## Distinctions
Gustave Michel est nommé chevalier de l'ordre national de la Légion d'honneur par décret du 5 février 1897 et promu officier, du même ordre, par décret du 22 juillet 1905.

## Œuvres dans les collections publiques
- Bourgogne, Mausolée de Bourgogne : Monument à Jean-Marie Faynot, substitut du procureur impérial.
- Châtellerault : Monument à la gloire de la Révolution française, ou La République, 1890.
- Cusset : La République, 1892[4].
- Gray, musée Baron-Martin : La Charmeuse de serpent, statuette en plâtre, 40 × 40 × 20 cm.
- Jonzac : La République, 1894[5].
- Lille, palais des beaux-arts : La Forme se dégageant de la matière.
- Paris :
  - jardin des Tuileries : Monument à Jules Ferry, 1910.
  - palais Galliera, péristyle : Au soir de la vie, 1901, statue en calcaire ou marbre coquiller.
  - pont Alexandre III : La France pacifique, 1900.
  - pont de Bir-Hakeim : Les Nautes et Les Forgerons, 1905, fonte.
  - lycée Janson-de-Sailly : Monument à Eugène Manuel, 1908.
- Saint-Pons-de-Thomières : La République, 1895[6].

## Galerie

Œuvres de Gustave Michel
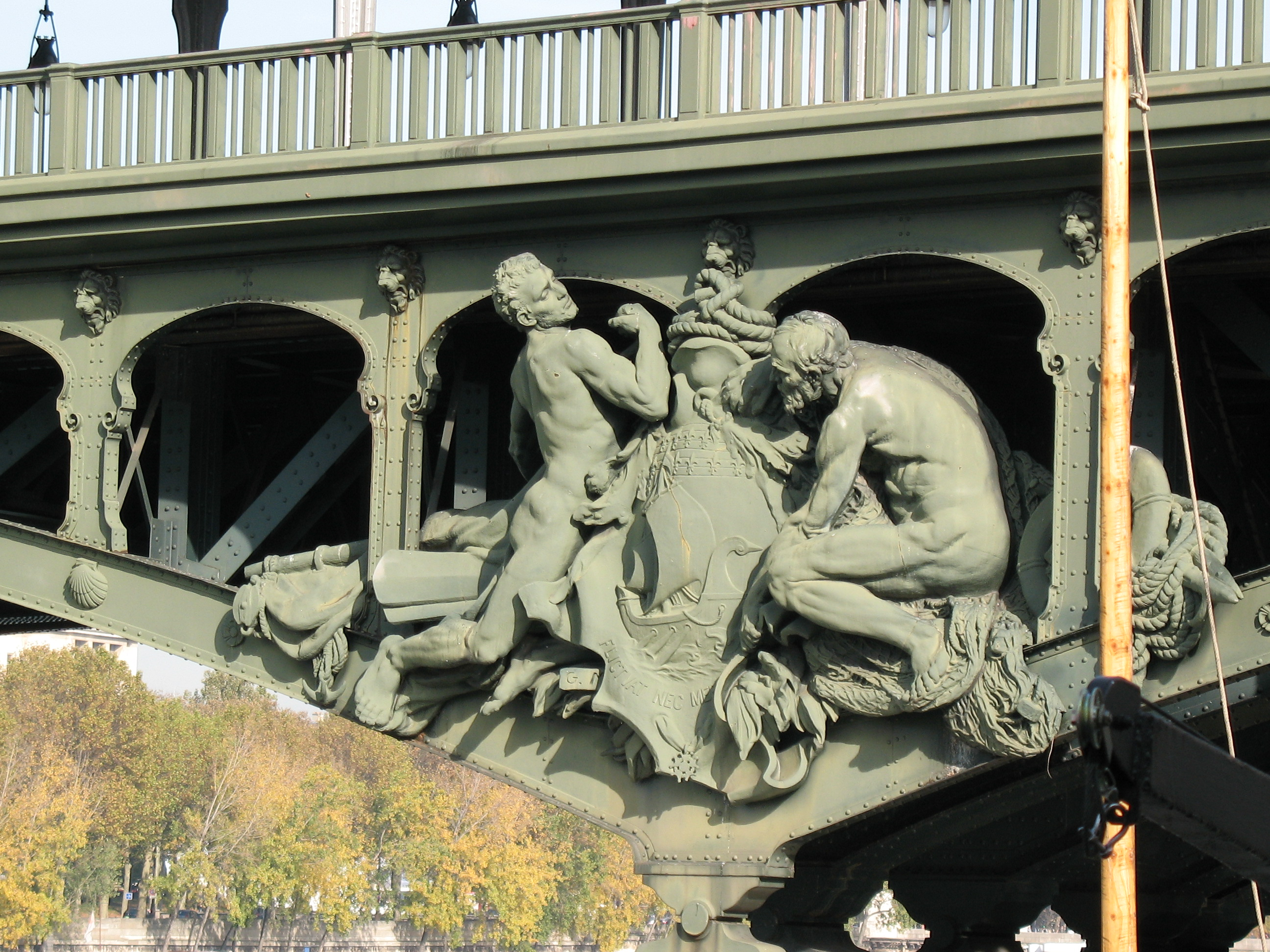
Les Nautes (1905), Paris, pont de Bir-Hakeim.
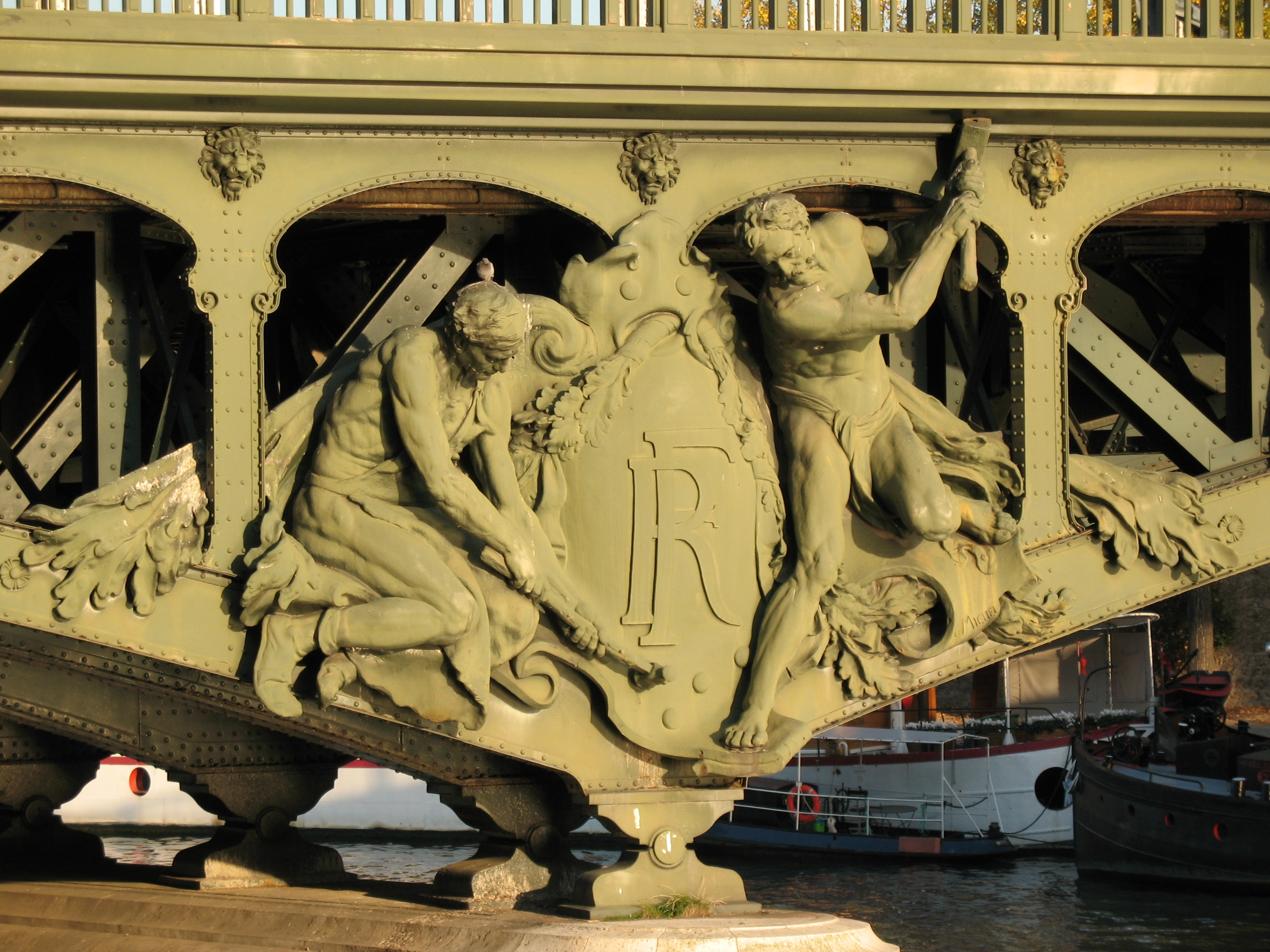
Les Forgerons (1905), Paris, pont de Bir-Hakeim.
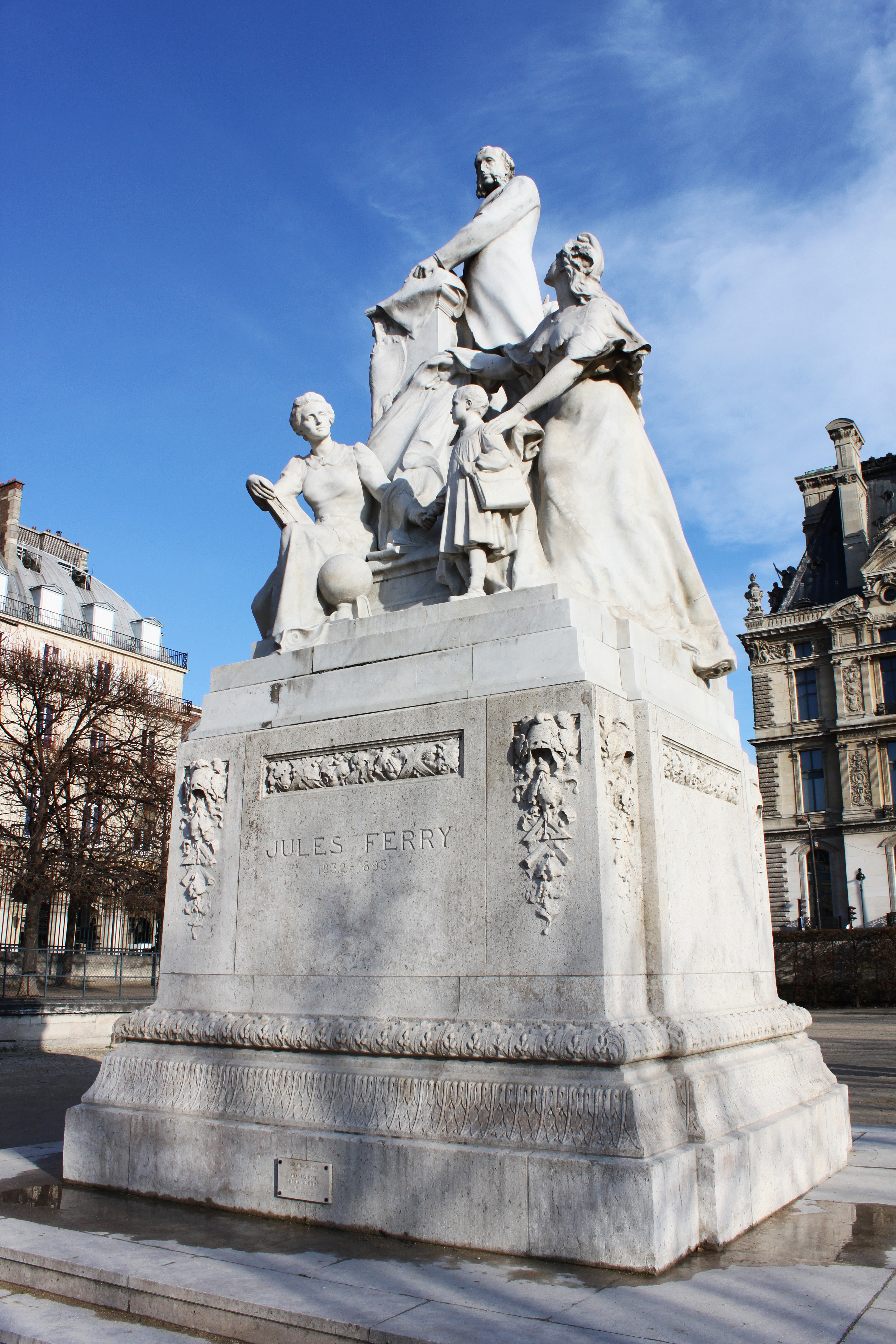
Monument à Jules Ferry (1910), Paris, jardin des Tuileries.
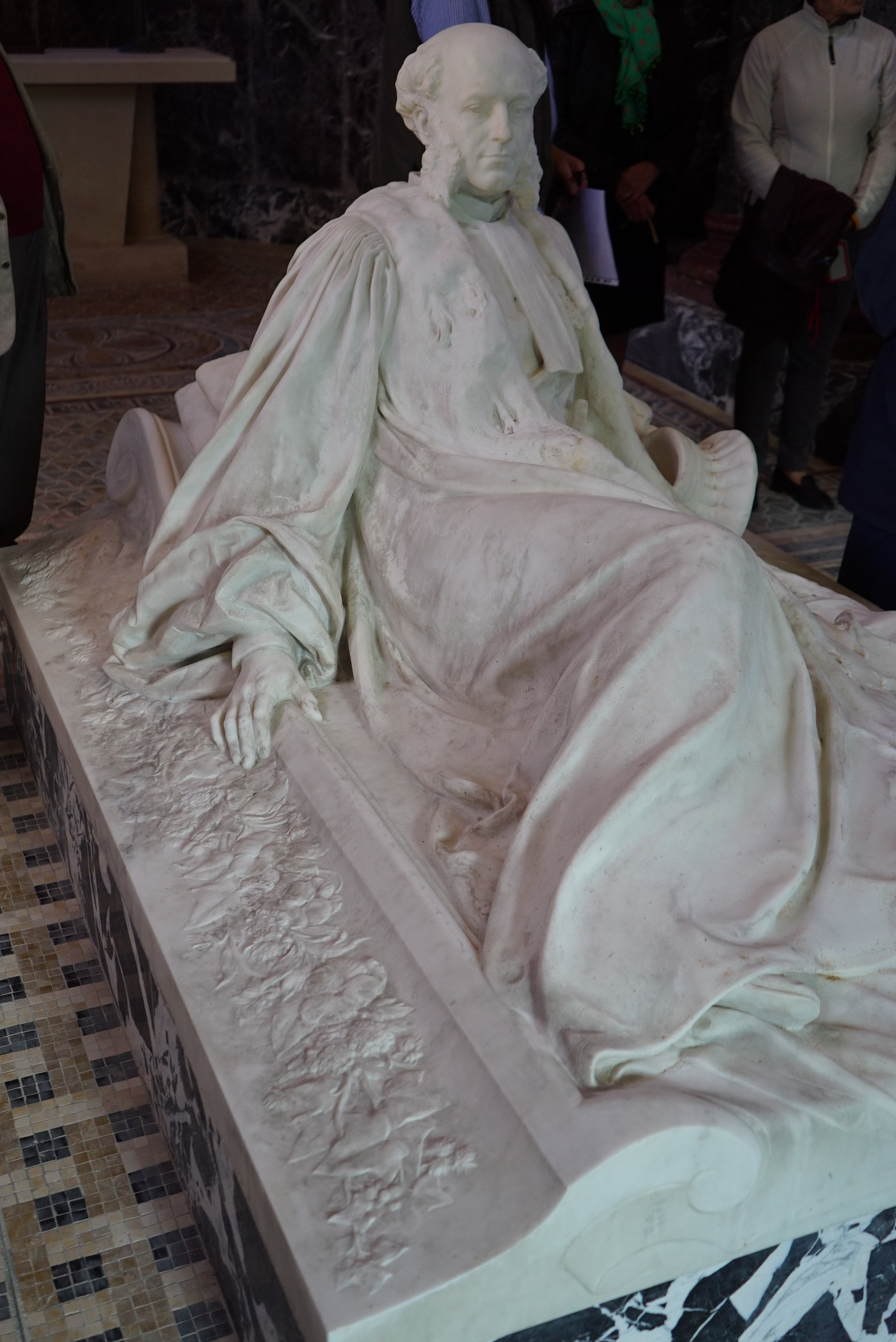
Monument à Jean-Marie Faynot, détail, Mausolée de Bourgogne.